# Marques
|  | Per a altres significats, vegeu «Marques (Sena Marítim)». |

Les Marques (Le Marche, en italià) són una regió del centre d'Itàlia. Són banyades, a l'est, per la mar Adriàtica, i comprenen les províncies d'Ancona, Ascoli Piceno, Fermo, Macerata, i Pesaro i Urbino. La capital és Ancona.

## Orografia
La regió té una morfologia molt variada, predominantment muntanyosa, que culmina al Monte Vettore (2.478 m), als Apenins d'Úmbria-Marques. Presenta un relleu barrancós, amb cursos fluvials paral·lels, que desguassen a l'Adriàtica; els principals són el Metauro, el Foglia, l'Esino, el Potenza, el Chienti i el Tronto. Les planes ocupen només l'11% del territori (al fons de les valls i, sobretot, al sector nord-oest de la costa adriàtica d'Ancona).

## Organització territorial
La regió està composta per cinc províncies:
- Província d'Ancona
- Província d'Ascoli Piceno
- Província de Fermo
- Província de Macerata
- Província de Pesaro i Urbino

## Economia
Els nuclis més importants són els d'Ancona, primer centre regional, de Pesaro, d'Ascoli Piceno i de Macerata. El sector primari ocupa un 30% de la població activa, amb conreus de blat, blat de moro, farratge, oliveres i vinya. Hi ha activitat pesquera a San Benedetto del Tronto i a Ancona. S'hi practica una ramaderia destinada a la producció de carn. La indústria és modesta, bé que es destaquen alguns centres, de tradició antiga, com Fabriano, de fabricació de paper. Hi ha construcció naval a Ancona, indústria tèxtil a Iesi i ceràmica a Pesaro i Recanati. Al sector nord de la costa pren impuls l'activitat turística, sota l'àrea d'influència de Rimini. Hom ha instal·lat una refineria de petroli a Falconara Marittima.